# 교향곡 94번 (하이든)
《교향곡 94번 G 장조 “놀람”》(Hob. 1/94)은 요제프 하이든가 1792년에 작곡한 교향곡이다. 그의 12개의 소위 런던 교향곡 가운데 2번째 작품이다.

## “놀람”이라는 별명의 유래
하이든은 그의 작품에서 종종 익살과 해학을 보여주곤 했는데, 이 작품의 “놀람”이란 별명도 그런 이유로 붙게 되었다. 즉, 고요하게 시작된 두 번째 악장에서 갑자기 팀파니와 더불은 큰 소리의 화음이 나오는데, 이를 본딴 것이 바로 “놀람”이란 별명이다. 이후 연주는 아무일 없던 듯이 다시 부드럽고 약하게 계속되며 '놀람'은 반복되지 않는다.

## 작곡과 초연
하이든은 그의 첫 번째 영국 방문(1791~1792년)동안 열린 일련의 연주회를 위해 런던에서 이 교향곡을 작곡했다. 그리고 1792년 3월 27일에 직접 포르테피아노 연주와 지휘를 맡은 하이든에 의해 초연됐다.
하이든의 영국 방문에서 보통 그랬던 것처럼, 이 작품의 초연은 매우 성공적이었다. 하이든은 훗날 그의 전기작가인 그리징거에게 다음과 같이 이야기하며 초연 당시를 되새겼다고 한다.
..."내 제자였던 플레이옐(註:그는 하이든과 같은 시기에 연주회 시리즈를 열고 있음)한테 뒤지지 않기 위해서 뭔가 새로운 것으로 청중을 놀라게 하고 화려한 모습으로 데뷔하고 싶었다." ... "내 교향곡의 1번째 알레그로도 수많은 찬사를 받았지만, 안단테에서 케틀드럼 연주가 나오자 청중들의 열광이 최고조에 달했다. 모두가 앙코르를 연이어 외쳤고, 플레이옐조차도 내 작품에 대해서 경의를 표했다."
하이든은 작곡 활동을 그만둘 즈음에 두 번째 악장의 주제를 편곡해서 그의 오라토리오 《사계》(1801년)에 나온 아리아에 사용하였다. 사계에서 베이스 독창자는 하이든의 음악을 휘파람 불며 일하고 있는 농부의 모습을 아리아로 묘사한다.

## 악장 구성
다음과 같은 네 악장으로 구성되어 있다.
1. 아다지오 - 비바체 아싸이 (Adagio - vivace assai)
2. 안단테 (Andante)
3. 메뉴에토: 알레그로 몰토 (Menuetto: Allegro molto)
4. 피날레: 알레그로 몰토 (Finale: Allegro molto)

## 편성
플루트2, 오보에2, 바순2, 호른2, 트럼펫2, 팀파니, 현악 5부로 편성된다.
한편 오늘날에는 작곡 당시의 시대 악기를 사용한 원전 연주도 자주 행해지고 있다.